# Босния и Герцеговина на «Евровидении-2012»
Босния и Герцеговина участвовала в конкурсе песни Евровидение 2012 в Баку, Азербайджан. Своего представителя Босния выбрала внутренним отбором, организованный боснийским телеканалом BHRT.

## Внутренний отбор
9 декабря 2011 года BHRT подтвердил участие Боснии и Герцеговины в международном песенном конкурсе Евровидение 2012 в Баку. 15 декабря 2011 года BHRT доверил певице MayaSar представить страну в Баку.

## На конкурсе Евровидение
Босния и Герцеговина выступит во втором полуфинале конкурса, который состоится 24 мая 2012 года.